# Radclyffe Hall
Marguerite Radclyffe Hall (Bournemouth, Hampshire, 1880. augusztus 12. – London, 1943. október 7.) angol költő, író. Elsősorban az A magány kútja című regénye miatt ismert, amely a leszbikus irodalom egyik úttörő alkotása.

## Élete

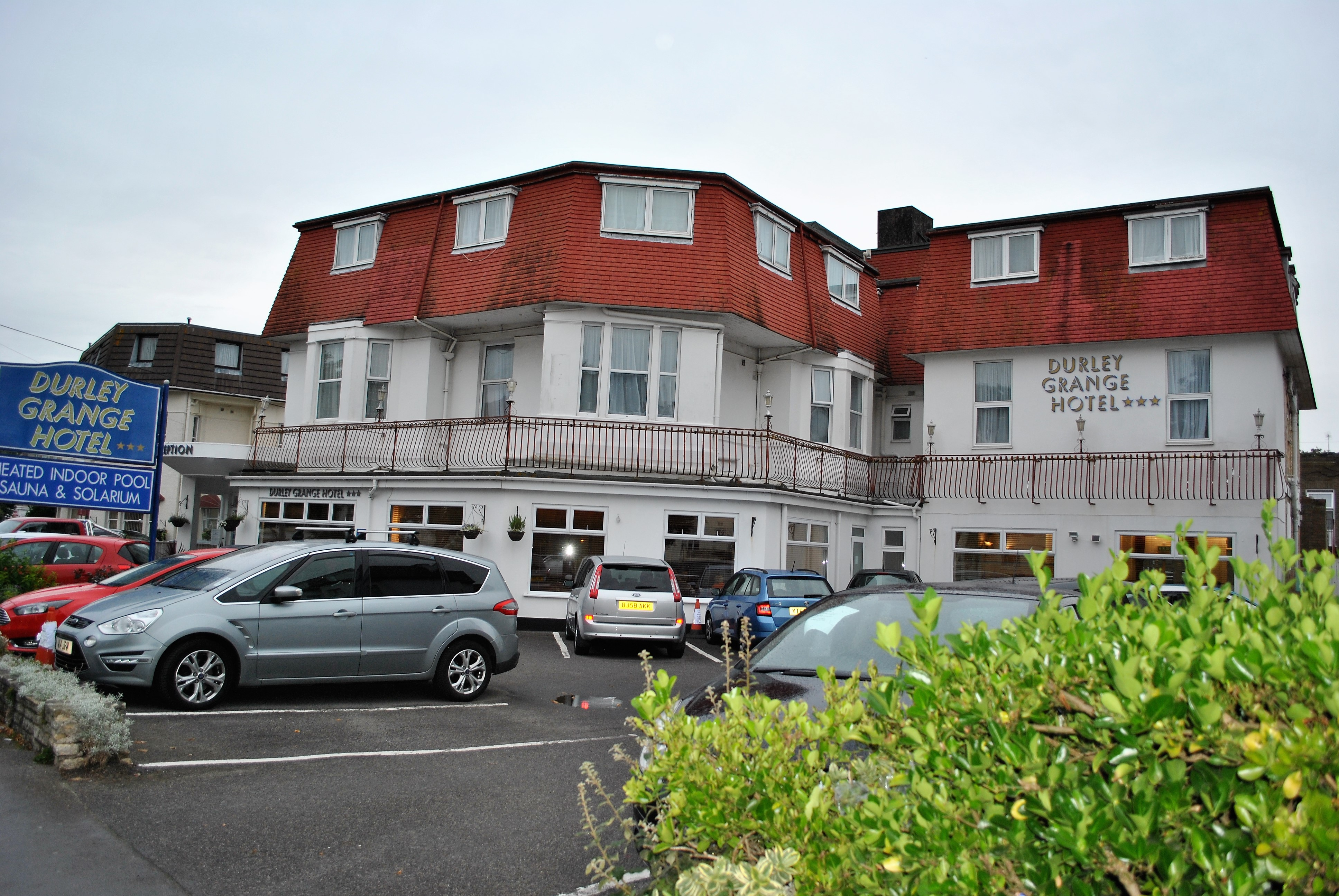
Hall szülőháza a Sunny Lawn, Bournemouthban

Marguerite Radclyffe Hall édesapja a bonviván Radclyffe Radclyffe-Hall, édesanyja a labilis idegzetű Mary Jane Diehl voltak. Nevelőapja Albert Visetti énektanár volt, akit nem szívelt, és aki viharos viszonyt folytatott édesanyjával. Hall leszbikus volt, magát "nemi inverzként" írta le, amely kifejezést Havelock Ellis és más, a 19. század fordulóján élő szexológusok írásaiból merített. A felnőttkort elérve, hivatás nélkül, húszas éveiben hölgyek társaságát kereste, akiket azonban rendre elveszített azok házassága miatt.

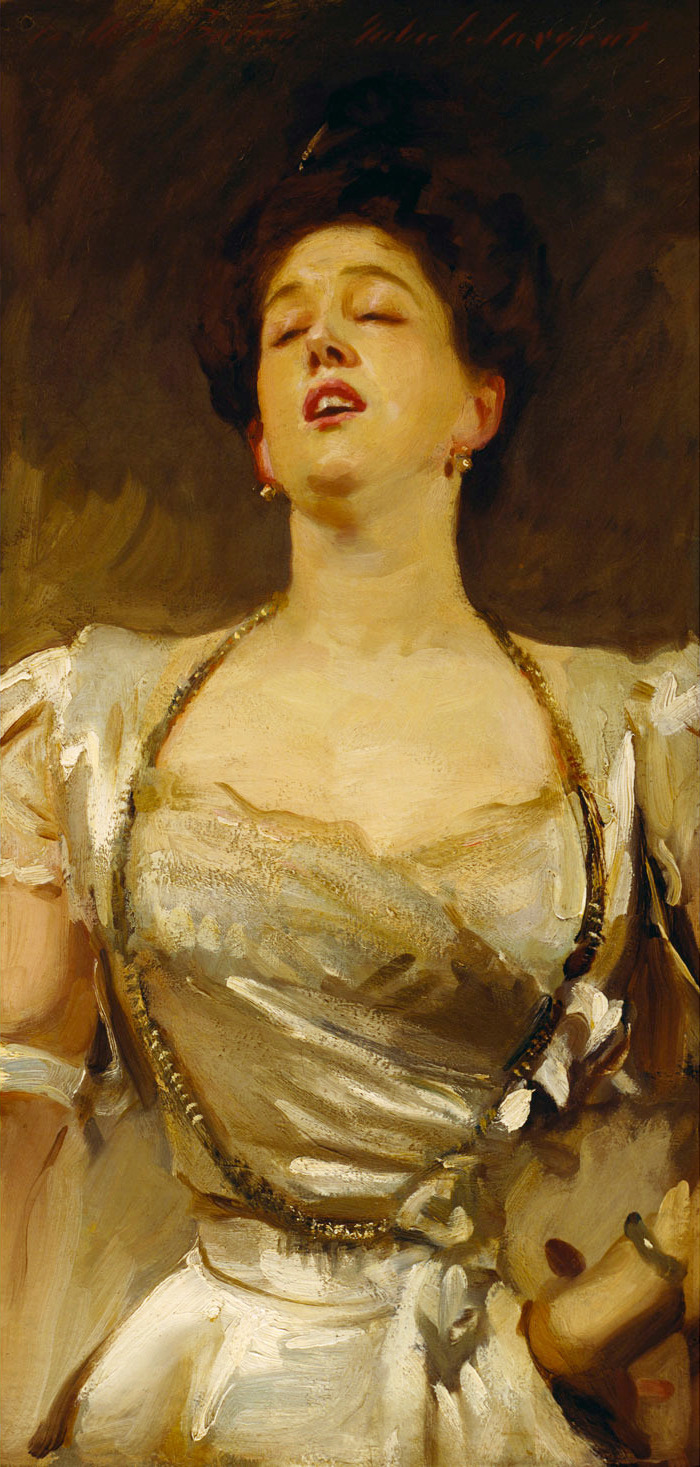
Mabel Batten énekelt John Singer Sargentnek, a festőnek, 1897 körül

Hall 1907-ben találkozott az ismert amatőr énekessel, Mabel Battennel, a németországi Bad Homburg termálfürdőjében. Batten (becenevén "Ladye") 51 éves volt, szemben Hall 27 évével, házas volt, felnőtt lánya és unokái voltak. Egymásba szerettek, és Batten férje halála után összeköltöztek. Batten Johnnak becézte Hallt, ezt a nevet haláláig használta.
1915-ben Hall beleszeretett Mabel Batten unokatestvérébe Una Troubridge-be (1887–1963), Ernest Troubridge altengernagy feleségébe, akinek egy kislánya is volt, és szobrászkodással foglalkozott. Amikor Batten 1916-ban meghalt, Hall bebalzsamoztatta testét, és a pápa által megáldott ezüstkeresztet helyezett el rajta. Hall, Batten és Troubridge "nem zavartatták magukat az Egyház azonos neműek kapcsolatáról hangoztatott intései miatt. Hall katolikussága a spiritualizmussal és a reinkarnációval való életre szóló kapcsolatát jelentette." Radclyffe Hall és Una Troubridge közös élete 1917-ben kezdődött. 1924 és 1929 között London Kensington kerületében éltek.
Kapcsolatuk Hall haláláig tartott. Hall 1934-ben beleszeretett Evguenia Souline orosz bevándorlóba és hosszan tartó kapcsolatot alakított ki vele, amit Troubridge fájdalommal tűrt el. Hall más hölgyekkel is folytatott afférokat az évek során.
Hall Troubridge-dzsel Londonban élt, az 1930-as években pedig az apró Rye városkában, ahol több más író is lakott, köztük Hall kortársa E. F. Benson regényíró. Hall 63 éves korában halt meg vastagbélrákban. Észak-Londonban, a Highgate Temetőben van eltemetve, a Batten család sírboltjának bejárata mellett, ahol Mabel is nyugszik.
Hall 1930-ban megkapta az Eichelbergher Humane díj aranyérmét. Tagja volt a nemzetközi PEN Clubnak, a Pszichológiai Kutatók Társasága tanácsának, valamint levelezője a Londoni Zoológiai Társaságnak. Radclyffe Hall tizenhatodikként szerepel a The Pink Paper top 500 leszbikus és meleg hősök listáján.

## Regények
Hall első regénye a The Unlit Lamp volt, Joan Ogden története, aki kislányként arról álmodik, hogy Elizabeth nevű barátnőjével együtt Londonba mennek lakni (úgy nevezett Boston házasság), orvosnak fog tanulni, de csapdába ejti manipulatív anyja érzelmi függése. A könyv hossza és mogorvasága miatt nem fogyott kellően, ezért következő regényének szándékosan könnyedebb témát választott: ez lett a The Forge című társasági komédia. Korai versesköteteit még teljes neve alatt adta ki, ezt a regényt már rövidített névvel, M. Radclyffe Hall alatt jegyezte. A könyv mérsékelt sikert aratott, és felkerült a John O'London's Weekly bestseller listájára. A The Unlit Lamp című regény következő kiadása volt az első könyve, amelyet egyszerűen Radclyffe Hall néven publikált.
Újabb vidám regény következett, az A Saturday Life (1925), majd az Adam's Breed (1926), egy olasz főpincérről szóló regény, amelynek főhőse megcsömörlik munkájától, de az ételtől is, feladja vagyonát és kiköltözik az erdőbe egy remetelakba. A könyv misztikus témaválasztását Hermann Hesse Siddhartha című regényéhez hasonlították. A regény keresett volt, igen jó kritikát kapott, és elnyerte a Prix Femina és a James Tait Black Prize díjakat, amit korábban kizárólag E. M. Forster Út Indiába című könyve érdemelt ki.
A magány kútja
Hall legismertebb műve az A magány kútja című regény, az egyetlen nyolc regényéből, amely nyíltan leszbikus témát taglal. Az 1928-ban megjelent mű Stephen Gordon éltéről szól, egy férfias leszbikuséról, aki – Hallhoz hasonlóan – inverzként nevezi magát.
Bár a mű nem szexuálisan szókimondó, az Egyesült Királyságban mégis bírósági eljárást folytattak le obszcenitás miatt, amelynek eredményeként a regény minden kinyomtatott példányát megsemmisíteni rendelték. Az Amerikai Egyesült Államokban csak hosszadalmas bírósági eljárás után engedélyezték publikálását. A magány kútja hetedik helyet foglalta el a The Publishing Triangle által 1999-ben összeállított Top 100 leszbikus és meleg regény listáján.
Későbbi regények
A "Kút" körüli felhajtás idején jelent meg egy paródia, a The Sink of Solitude. Bár ennek fő célpontja James Douglas, aki a "kút" megsemmisítéséért harcolt, valamint William Joynson-Hicks belügyminiszter, aki a jogi procedúrát elindította, azért Hallt és könyvét is kifigurázta. Az egyik illusztráció, amelyen Hall egy keresztre van feszítve, annyira megdöbbentette az írót, hogy évekkel utána sem volt képes beszélni róla. Bűntudat, amely egy általa istenkáromlónak tartott illusztráción való megjelenítése okozott, arra indította, hogy következő regénye, a The Master of the House számára vallásos témát válasszon.
Hall kívánságára a The Master of the House ajánló nélküli borítóval került kiadásra, amely néhány vásárló félrevezethetett, hogy ez egy újabb regény az inverzióról. A regény eladási számai jók voltak, a The Observer bestseller listáján első helyet érte el, de néhány fontosabb újságban gyenge kritikát kapott, így a forgalom rövidesen hanyatlásnak indult. Az Egyesült Államokban kesztyűsebb kézzel bántak a könyvvel a kritikusok, ennek ellenére röviddel a könyv publikálása után annak minden példányát lefoglalták – nem a rendőrség, hanem a hitelezők. Hall amerikai kiadója csődbe ment. Houghton Mifflin megvette a jogokat, de mire újra kiadhatták volna a könyvet, az eladási lendülete elveszett.

## Művei
| - The Forge (1924) - The Unlit Lamp (1924) - A Saturday Life (1925) - Adam's Breed (1926) - Miss Ogilvy Finds Herself (1926) - The Well of Loneliness (1928) - A magány kútja; fordította: Gy. Horváth László; Park, Budapest, 2017 - The Master of the House (1932) - The Sixth Beatitude (William Heineman Ltd, London, 1936) | - Dedicated to Sir Arthur Sullivan (England: s.n., 1894) - Twixt Earth and Stars (London: John and Edward Bumpus Ltd., 1906) - A Sheaf of Verses : Poems (London: J. and E. Bumpus, 1908) - Poems of the Past & Present (London: Chapman And Hall, 1910) - Songs of Three Counties and Other Poems (London: Chapman & Hall, 1913) - The Forgotten Island (London: Chapman & Hall, 1915) - Rhymes and Rhythms (Milan, 1948) |

## További információ
- Una Troubridge (1961): The Life and Death of Radclyffe Hall (London: Hammond). 2008, Hesperides Press: ISBN 978-1443725422
- Lovat Dickson (1975): Radclyffe Hall at the Well of Loneliness: A Sapphic Chronicle (HarperCollins). ISBN 978-0002112352
- Michael J.N. Baker (1985): Our Three Selves. The Life of Radclyffe Hall (New York: William Morrow). ISBN 978-0688043858
- Sally Cline (1999): Radclyffe Hall: A Woman Called John (Overlook Press). ISBN 978-0879518318
- Diana Souhami (1998): The Trials of Radclyffe Hall (London: Weidenfeld & Nicolson). ISBN 978-0297818250